# Anni Sinnemäki

Anni Milja Maaria Sinnemäki (Helsinki, 20 luglio 1973) è una politica finlandese.
Ministro del lavoro e leader di Lega Verde tra il 2009 e il 2011, è stata membro del Parlamento finlandese per quattro legislature, dal 1999 al 2015.

## Biografia
Nata a Helsinki ha studiato presso l'Università della capitale finlandese, ottenendo un bachelor of arts in letteratura russa.

## Vita privata
Nel 1990 ha avuto una figlia, Siiri.
È stata sposata con Kerkko Koskinen, frontman degli Ultra Bra, tra il 1996 e il 2001. Ha poi sposato Anton Monti nel 2012, dal quale ha avuto un figlio, Rufus, nato nello stesso anno.